# 中島真志
中島 真志（なかじま まさし、1958年 - ）は、日本の金融学者。博士（経済学）（埼玉大学・2012年）。麗澤大学経済学部教授。

## 経歴
- 高知県生まれ。神奈川県立平塚江南高等学校を経て、1981年一橋大学法学部を卒業、日本銀行に入行（人事局副調査役、国際局企画役、金融機構局企画役などを歴任）。
- 日本銀行金融研究所副調査役、法政大学経済学部非常勤講師、環日本海経済研究所研究主任、金融情報システムセンター（FISC）調査企画部長、名古屋大学大学院国際開発研究科国内客員研究員、国際決済銀行金融経済局支払・決済システム委員会（CPSS）出向などを経て、2006年より現職。2008年日本金融学会中央銀行部会幹事。2012年埼玉大学より博士（経済学）の学位を取得。慶應義塾大学や早稲田大学で非常勤講師も務めている。麗澤大学教育奨励賞[1][2][3][4]。

## 活動
- わが国における決済分野の代表的な有識者として、金融庁、経済産業省、東京金融取引所、全銀ネットなどで委員会の委員などを務める。
- 日本の決済インフラの国際化・高度化について、以下のように数々の提言を行ってきている。

- 2007年の金融審議会金融分科会においては、

1. 決済システムのフォーマットとプロトコルの国際標準化
2. 金融EDI対応[5]
3. チェック・トランケーション（電子手形交換所の設立）[6]
4. 全国銀行データ通信システムの運営主体のガバナンスの見直しなどを提言し、その多くが実現された[7][8]

- また、2014年の金融審議会「決済業務等の高度化に関するスタディ・グループ」では、全銀システムの課題として、

1. 送金フォーマットの国際標準化
2. 金融EDI対応
3. 国際送金における「ロー・バリュー送金」の提供
4. ケータイ番号による送金
5. 決済時限のマルチサイクル化
6. 全銀ネットのガバナンスの見直し[6]

などについて提言　を行い、その多くが中間整理 (2015年4月）や最終報告書(2015年12月）に盛り込まれた。
- 2018年の金融庁「仮想通貨交換業等に関する研究会」[13]では、

1. 仮想通貨交換業者の安全対策基準の策定
2. 匿名性の高い通貨の取扱いの禁止
3. レバレッジをかけた仮想通貨の取引の制限
4. ICOに対する規制の導入
5. 参入規制の強化
6. みなし業者に対する一定の期限の設定

などについて提言を行い、その多くが資金決済法の改正に盛り込まれた。
- その後も、手形交換所の電子化[16][17]、株式等の証券決済の短縮化（T＋2化）[18]、モバイル決済[19]、ビットコイン[20]、携帯番号送金[21]など、決済システムについて積極的に問題提起を行っている。

　このうち、手形交換の電子化については、2022年11月に、全銀協が「電子交換所」の稼働を開始し、提言が実現した。

## 単著
- 『Swift：グローバル金融ネットワークの全貌』（2024年11月、東洋経済新報社）https://www.amazon.co.jp/s?k=swift&__mk_ja_JP=%E3%82%AB%E3%82%BF%E3%82%AB%E3%83%8A&ref=nb_sb_noss
- 『お札で学ぶ キャッシュレス時代とお札の未来』（2021年10月、くもん出版）[23]
- 『アフター・ビットコイン２：仮想通貨 vs. 中央銀行－「デジタル通貨」の次なる覇者－』（2020/6月、新潮社）[24]
- 『アフター・ビットコイン: 仮想通貨とブロックチェーンの次なる覇者 』 （2017/10月、新潮社） [25]
- 『外為決済とCLS銀行』（2016年、東洋経済新報社）[26]
- 『入門 企業金融論』（2015年、東洋経済新報社）[27]
- 『SWIFTのすべて』（2009年、東洋経済新報社）[28]
- "Payment System Technologies and Functions: Innovations and Developments"（2011年、IGI Global社）[29]

## 共著
- 『金融読本（第32版）』（2023年、共著：島村高嘉、東洋経済新報社）[30]
- 『決済システムのすべて（第3版）』（2013年、共著：宿輪純一、東洋経済新報社）[31]
- 『証券決済システムのすべて（第2版）』（2008年、共著：宿輪純一、東洋経済新報社）[32]

## 部分執筆
- 『デジタル化する証券市場』（2023年、金融財政事情研究会、代田純・中島真志編著）[33]

- 『ファイナンス入門』（2021年、ミネルヴァ書房、代田純・小西宏美・深見泰孝編著）[34]
- "Analyzing the Economics of Financial Market Infrastructures"（2015年, IGI Global社）[35]
- 『ファンドマネジメント大全』（2013年、三好秀和編著、同友館）[36]
- 『金融リスクマネジメントバイブル』（2011年、東京リスクマネージャー編、金融財政事情研究会）[37]
- 『金融システム論の新展開』（2008年、黒田晁生編、金融財政事情研究会）[38]

## 共訳書
- 『金融規制の原則』（2020年、明日の金融システムを考える会訳、金融財政事情研究会）（第18章：決済システムを担当）